# Астахова Наталія Василівна
Наталія Василівна Астахова — радянська та українська російськомовна письменниця-фантастка, журналістка, тривалий час працює в газеті «Крымская правда». Окрім літературних творів відома також своєю проросійською та антитатарською позицією.

## Біографія
Народилась Наталія Астахова у Бахчисараї. Після закінчення середньої школи навчалась на факультеті журналістики МДУ, а після здобуття вищої освіти повернулась до Криму, де працювала в редакціях місцевих газет, а з 1988 року працює в газеті «Крымская правда». У 1979 році Астахова розпочала літературну діяльність, три її реалістичні оповідання включені до виданої у Сімферополі збірки «Весняний медозбір». У 1983 році її перші фантастичні оповідання включені до збірки оповідань кримських письменників-фантастів «Фантаври»(рос. Фантавры), укладачем якого була знана письменниця-фантастка Світлана Ягупова. З 1982 року Астахова брала участь у всесоюзних семінарах молодих письменників-фантастів, які відбувалися в Малєєвці та Дубултах. Пізніше Наталія Астахова публікувалась також у сімферопольських збірках фантастичних творів «Феми-фан» та «Огонь в колыбели». У 1992 році вийшла друком перша збірка творів письменниці «Листи із Землі». Твори Наталії Астахової перекладались англійською, іспанською, грецькою та французькою мовами. У 2007 році вона отримала звання заслуженого журналіста АРК.
Наталія Астахова відома також своєю проросійською та антитатарською позицією. Зокрема, в її статті «Принесённые ветром», опублікованій у 2008 році, пишеться:
|  | Скажіть, будь-ласка, чи залишилось хоч щось у цьому нещасному, замордованному вами Криму, над чим би ви не знущались? Земля, море, вино, гори, сади, виноградники, міста, села — усе накрило павутиною ваших вимог, все або розорено-розкрадено, або облите нечистотами ваших помислів. Залишилось хіба що небо. І в ньому заходится крик муедзина, перекриваючи усі інші звуки раніше мирного життя |

За публікацію цієї статті кримськотатарські організації подали на Астахову та головного редактора «Кримської правди» до суду, проте суд відхилив позов до журналістки та газети.
Після незаконної окупації Криму Росією в 2014 році Наталія Астахова стала на проросійські позиції, однак уже за рік у своїй статті у «Кримській правді» вона критикує окупаційну владу Криму, а також частково пов'язує погіршення умов життя з великою кількістю росіян. які переїхали на постійне проживання до Криму.

### Оповідання
- 1979 — Туман
- 1979 — Мой дедушка
- 1979 — Абрикосы
- 1981—1983 — Осторожно, вам звонят…:
  - 1983 — Телефонный роман
  - 1981 — Позвольте родиться
  - 1983 — Неправда, я вам не снюсь
- 1990 — Погонщик мулов с бульвара Клавы
- 1990 — Наследница по кривой
- 1990 — Хлеб для случайного путника
- 1992 — Сделайте дождь потише
- 1992 — Продается дом с горой
- 1992 — Спряжение глагола «быть»
- 1992 — Переписка по поводу
- 1992 — Живому больно
- 1992 — Розы сорта Супер Стар
- 1992 — Последний первенец
- 2015 — Знак героя

### Збірки
- 1992 — Письма с Земли